# SWIFTNet InterAct Store and Forward
SWIFTNet InterAct Store and Forward est un protocole conçu et maintenu par SWIFT. Il est utilisé pour échanger des messages financiers entre organisations connectées à des services du réseau SWIFTNet.

## Protocole
SWIFTNet InterAct Store and Forward est un protocole client-serveur en mode différé. SWIFT stocke le message dans un référentiel central, ce qui évite à l’expéditeur et au destinataire d’être connecté au réseau en même temps, contrairement à SWIFTNet InterAct Realtime.

### Envoyer un message
L’expéditeur du message est le client, et SWIFT est le serveur :
1. le client envoie une requête au destinataire, qui contient le contenu du message à envoyer ;
2. le serveur reçoit la requête ;
3. le serveur enregistre en son sein le contenu du message pour envoi futur au destinataire ;
4. le serveur envoie la réponse – un accusé de réception du bon enregistrement du message ;
5. le client reçoit la réponse.

### Recevoir un message
Il existe deux modes de livraison possibles pour recevoir les messages :
- Le mode Pull : le destinataire du message est le client ;
- Le mode Push : le destinataire du message est le serveur.

#### Mode Pull
Dans le mode Pull, le destinataire du message est le client, et SWIFT est le serveur :
1. le client envoie une requête pour obtenir de SWIFT le message ;
2. le serveur reçoit la requête ;
3. le serveur récupère le contenu du message enregistré et le place dans une réponse ;
4. le serveur envoie la réponse ;
5. le client reçoit la réponse contenant le contenu du message ;
6. le client traite le contenu du message ;
7. le client envoie une requête accusant réception du message auprès de SWIFT ;
8. le serveur reçoit la requête ;
9. le serveur traite l’accusé de réception et crée une réponse ;
10. le serveur envoie la réponse ;
11. le client reçoit la réponse.

Le mode Pull impose d’envoyer deux requêtes pour recevoir un message. Il est donc plus indiqué pour les applications n’ayant qu’un faible volume d’informations à échanger.

#### Mode Push
Dans le mode Push, le destinataire du message est le serveur, et SWIFT est le client :
1. le client envoie une requête contenant le contenu du message enregistré ;
2. le serveur reçoit la requête ;
3. le serveur traite le contenu du message, et crée une réponse accusant réception du message ;
4. le serveur envoie la réponse ;
5. le client reçoit la réponse.

Le mode Push a besoin d’une seule requête pour recevoir un message. Il est donc approprié pour les applications ayant un volume élevé d’informations à échanger.

## Application
SWIFTNet InterAct Store and Forward est particulièrement approprié pour les applications pour lesquelles le délai de livraison des messages n’est pas critique. Par exemple :
- Relationship Management Application (RMA)
- SWIFTNet Exceptions and Investigations now live